# マクシミリアン・ヴィルヘルム・フォン・ハノーファー
マクシミリアン・ヴィルヘルム・フォン・ブラウンシュヴァイク＝リューネブルク（Maximilian Wilhelm von Braunschweig-Lüneburg）またはマクシミリアン・ヴィルヘルム・フォン・ハノーファー（Maximilian Wilhelm von Hannover, 1666年12月13日 - 1726年7月16日）は、ドイツのハノーファー選帝侯家の公子で、神聖ローマ皇帝（ハプスブルク帝国）軍の将軍、元帥。

## 生涯
ハノーファー選帝侯エルンスト・アウグストとその妻でプファルツ選帝侯フリードリヒ5世の娘であるゾフィーの間の第3子、三男として、オスナブリュック郊外のイーブルク城で生まれた。長兄はイギリス王ジョージ1世、すぐ下の妹はプロイセン王妃ゾフィー・シャルロッテである。5人の男兄弟とともに職業軍人となり、うち兄弟3人が戦場で落命している。長兄以外の男兄弟と同じく生涯独身を通し、子供も持たなかった。
神聖ローマ皇帝軍に仕官し、最終的に元帥にまで登りつめた。1692年、一族の信仰する福音派からローマ・カトリックに改宗している。1701年に始まったスペイン継承戦争ではハノーファー選帝侯領の軍隊を率いて参戦し、1704年のブレンハイムの戦い（第2次ヘヒシュテットの戦い）には、オイゲン公の麾下で騎兵隊の司令官として参加した。